# Fremont Hotel and Casino
Fremont Hotel and Casino – hotel i kasyno, położony przy Fremont Street Experience w centrum miasta Las Vegas, w amerykańskim stanie Nevada. Stanowi własność korporacji Boyd Gaming Corporation.

## Historia
Fremont wybudowany został przez Eda Levinsona i Lou Lurie'a, którzy przeznaczyli na ten cel 6 milionów dolarów. Głównym architektem obiektu był Wayne McAllister. Fremont został oficjalnie otwarty 18 maja 1956 roku jako najwyższy budynek w stanie Nevada. W 1963 roku do kompleksu dodano nową, 14-piętrową wieżę hotelową Ogden.
W 1959 roku Wayne Newton dał swój debiutancki koncert w Las Vegas, właśnie we Fremont.
W 1974 roku Argent Corporation wykupiła Fremont, a dwa lata później zwiększyła powierzchnię kasyna, poddając je renowacjom wartym 4 miliony dolarów. W 1983 roku nowym właścicielem obiektu został Sam Boyd i jego korporacja Boyd Gaming.
Fremont znajduje się w punkcie Fremont Street Experience określanym mianem "czterech rogów ulicznych". Odnosi się ono do czterech hoteli, położonych na rogu Casino Center Boulevard oraz Fremont Street: Fremont, Four Queens, Golden Nugget i Binion's. Casino Center Boulevard jest jedyną ulicą, która przecina Fremont Street Experience.

### Media
W Fremont nakręcono wiele scen filmu Swingers z 1996 roku. Kasyno pojawia się również w obrazie Disneya z 1992 roku, Kochanie, zwiększyłem dzieciaka.